# Atzelsdorf (Gemeinde Brunn an der Wild)
Atzelsdorf ist eine Ortschaft und eine Katastralgemeinde der Gemeinde Brunn an der Wild im Bezirk Horn in Niederösterreich.

## Geografie
Das Dorf liegt am westlichen Ende der Horner Becken und beim Quellgebiet des Atzelsdorfer Grabens. Erreichbar ist Atzelsdorf über die Waldviertler Straße, von der das Dorf nur 500 m entfernt liegt.

## Siedlungsentwicklung
Zum Jahreswechsel 1979/1980 befanden sich in der Katastralgemeinde Atzelsdorf insgesamt 46 Bauflächen mit 20.353 m² und 38 Gärten auf 46.537 m², 1989/1990 gab es bereits 53 Bauflächen. 1999/2000 war die Zahl der Bauflächen auf 105 angewachsen und 2009/2010 bestanden 51 Gebäude auf 101 Bauflächen.

## Geschichte
Im Jahr 1822 wurde der Ort als Dorf mit 25 Häusern genannt, das nach St. Marein eingepfarrt war, wohin auch die Kinder eingeschult wurden. Die Herrschaft Greillenstein besaß die Ortsobrigkeit, übte die Landgerichtsbarkeit aus und besorgte die Konskription. Die Untertanen und Grundholde des Ortes gehörten den Herrschaften Greillenstein und Peigarten. Im Jahr 1938 waren laut Adressbuch von Österreich in der Ortsgemeinde Atzelsdorf ein Gastwirt, ein Gemischtwarenhändler, eine Milchgenossenschaft und mehrere Landwirte ansässig. Bis zur Zusammenlegung mit Brunn war Atzelsdorf eine selbständige Gemeinde.

## Bodennutzung
Die Katastralgemeinde ist landwirtschaftlich geprägt. 223 Hektar wurden zum Jahreswechsel 1979/1980 landwirtschaftlich genutzt und 25 Hektar waren forstwirtschaftlich geführte Waldflächen. 1999/2000 wurde auf 220 Hektar Landwirtschaft betrieben und 30 Hektar waren als forstwirtschaftlich genutzte Flächen ausgewiesen. Ende 2018 waren 201 Hektar als landwirtschaftliche Flächen genutzt und Forstwirtschaft wurde auf 35 Hektar betrieben. Die durchschnittliche Bodenklimazahl von Atzelsdorf beträgt 28 (Stand 2010).

## Persönlichkeiten
- Ernst Krenn (1897–1954), Skandinavist, verstarb im Ort